# Friedrich Naumann

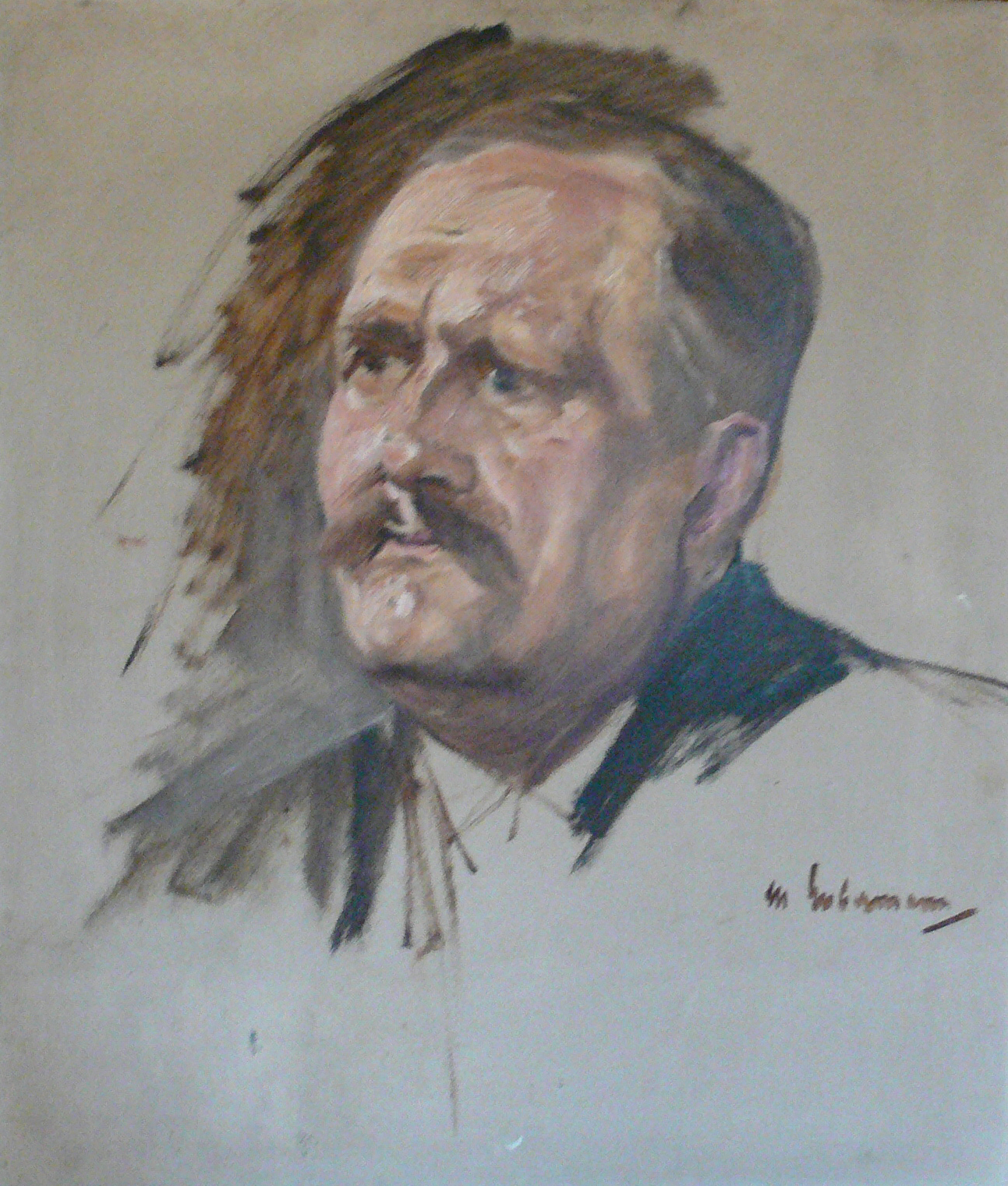
Friedrich Naumann – porträtt av Max Liebermann.

Joseph Friedrich Naumann, född 25 mars 1860 i Störmthal vid Leipzig, död 24 augusti 1919 i Travemünde, var en tysk socialpolitiker och luthersk präst.
Naumann verkade 1883 vid Johann Hinrich Wicherns Rauhes Haus i Hamburg, blev 1886 pastor i Langenberg och anställdes 1890 i inre missionens tjänst i Frankfurt am Main, men övergick 1894 till politik och litterär verksamhet. Han var ledamot av tyska riksdagen 1907–1911 och 1913–1918, tillhörde där liberalerna (från 1910 Fortschrittliche Volkspartei) och var som ledamot av nationalförsamlingen 1919 ledare för den nya liberala partigruppen Deutsche Demokratische Partei.
För sina kristligt sociala idéer verkade han ursprungligen inom en liten självständig partigrupp, den av honom 1896 grundade och 1909 formligen upplösta partigruppen Nationalsozialer Verein. Som riksdagsman arbetade han särskilt för en preussisk rösträttsreform och hade betydande andel i de länge splittrade liberala gruppernas enande (1910).
Naumanns förnämsta arbeten är Gotteshilfe: gesammelte Andachten (sju band, 1896-1902) och Demokratie und Kaisertum (1900). Stor uppmärksamhet väckte hans under första världskriget utgivna skrift Mitteleuropa (1915), i vilken han på väsentligen ekonomiska grunder förordade ett intimt samgående mellan Tyskland och Österrike-Ungern. Han startade och utgav veckoskriften Die Hilfe (från 1895) och årsboken Patria (från 1901).

## Böcker på svenska
- Guds allmakt (översättning Claes Herman Rundgren, 1903)
- Hjälp: korta betraktelser (översättning August Carr, förord Nathan Söderblom, Wahlström & Widstrand, 1903)
- Bref om religionen (1907)
- Mellaneuropa (Mitteleuropa) (översättning Dagmar Sommarström, Lindblad, 1917)